# William Mainwaring
Pour les articles homonymes, voir Mainwaring.
William Mainwaring est un syndicaliste et homme politique travailliste gallois né le 14 janvier 1884 à Fforestfach (en) et mort le 18 mai 1971 à Oxford. Il est député à la Chambre des communes de 1933 à 1959.

## Biographie

### Origines
William Henry Mainwaring naît le 14 janvier 1884 à Fforestfach (en), au nord-ouest de la ville de Swansea dont sont originaires son père mineur et sa mère. Il est le troisième enfant d'une famille de dix. Chez lui, on ne parle que gallois, et il n'apprend l'anglais qu'une fois scolarisé à l'école primaire de Cockett. Il commence à travailler à l'âge de douze ans, d'abord dans la petite mine de son grand-père, puis à la mine de Broadoak.
Il reprend ses études au Central Labour College (en), dans le quartier londonien d'Earl's Court, de 1913 à 1915. Il devient le vice-principal de cet établissement en 1919 et y enseigne l'économie marxiste jusqu'en 1924.

### Carrière syndicale
Membre de la South Wales Miners' Federation (en) (SWMF), il joue un rôle important dans la grève de 1910. Il adhère au « Comité officieux de réforme » (Unofficial Reform Committee), très critique vis-à-vis de la direction du syndicat, et participe avec Noah Ablett à la rédaction de la brochure réformiste The Miners' Next Step en 1912.
En 1924, il est candidat à la succession de Frank Hodges (en) comme secrétaire général de la Miners' Federation of Great Britain (en) (MFGB). Il est battu par un peu plus de 500 voix d'écart par A. J. Cook (en). Il est agent des mineurs de la vallée de Rhondda de 1924 à 1933. Ayant quitté le Parti communiste en 1924, il s'efforce d'en limiter l'influence au sein du syndicat.

### Carrière politique
Le député travailliste David Watts Morgan (en) meurt en 1933, ce qui donne lieu à une élection partielle (en) dans sa circonscription de Rhondda East (en), où le Parti communiste dispose d'assises solides. Mainwaring est sélectionné comme candidat par le Parti travailliste et s'impose avec 2 899 voix d'avance sur son adversaire communiste Arthur Horner (en). Il est systématiquement réélu face à des candidats communistes lors des élections générales qui suivent, avec des majorités parfois très fines : en 1945, il ne bat Harry Pollitt que de 972 voix.
Au Parlement, Mainwaring défend vigoureusement les intérêts des mineurs gallois. Il s'oppose à l'examen des ressources pour le versement des aides publiques aux chômeurs mis en place par le Unemployment Act 1934 (en). La situation économique du bassin minier des Galles du Sud le préoccupe davantage que le nationalisme gallois naissant, auquel il a tendance à s'opposer. Il s'intéresse également aux affaires de l'Empire : en 1938, il fait partie d'une commission royale qui visite la Rhodésie et le Nyassaland, et il se rend à nouveau en Afrique orientale en 1943. Il visite l'Inde et le Pakistan à titre personnel en 1956. Il prend sa retraite en 1959.

### Vie privée
William Mainwaring se marie le 19 décembre 1914 avec Jessie Emily Lizette Hazell, la fille d'un aiguilleur de Bristol. Ils ont une fille, Joyce, qui s'installe à Oxford. C'est chez elle qu'il meurt, le 18 mai 1971, à l'âge de quatre-vingt-sept ans. Ses cendres sont enterrées au crématorium de Glyntaff (en), dans la vallée de la Rhondda.